# Edificio Skinner (Seattle)
Holland, Clement Joseph (1949). Catalog of Free and Inexpensive Teaching Aids for High Schools (en inglés). Consumer Education Study, National Association of Secondary-School Principals, Department of the National Education Association. Archivado desde el original el 16 de noviembre de 2022. Consultado el 16 de noviembre de 2022.
El edificio Skinner es un edificio de ocho pisos en Seattle, en el estado estadounidense de Washington, que incluye el histórico Teatro de la Quinta Avenida en su extremo sur. Parte del Área Metropolitana, la estructura figura en el Registro Nacional de Lugares Históricos por la arquitectura del teatro interior y del resto del edificio. El exterior presenta una fachada de piedra arenisca sin adornos con una logia falsa y un techo de tejas rojas.
El edificio fue construido en 1926, diseñado por el estudio de arquitectura de Robert Reamer en el estilo renacentista italiano. Desde entonces, la mayoría de los edificios circundantes construidos en Metropolitan Tract han sido reemplazados por estructuras modernas; Sólo quedan unos cuatro edificios originales, conservados gracias a la intervención pública.

## Descripción

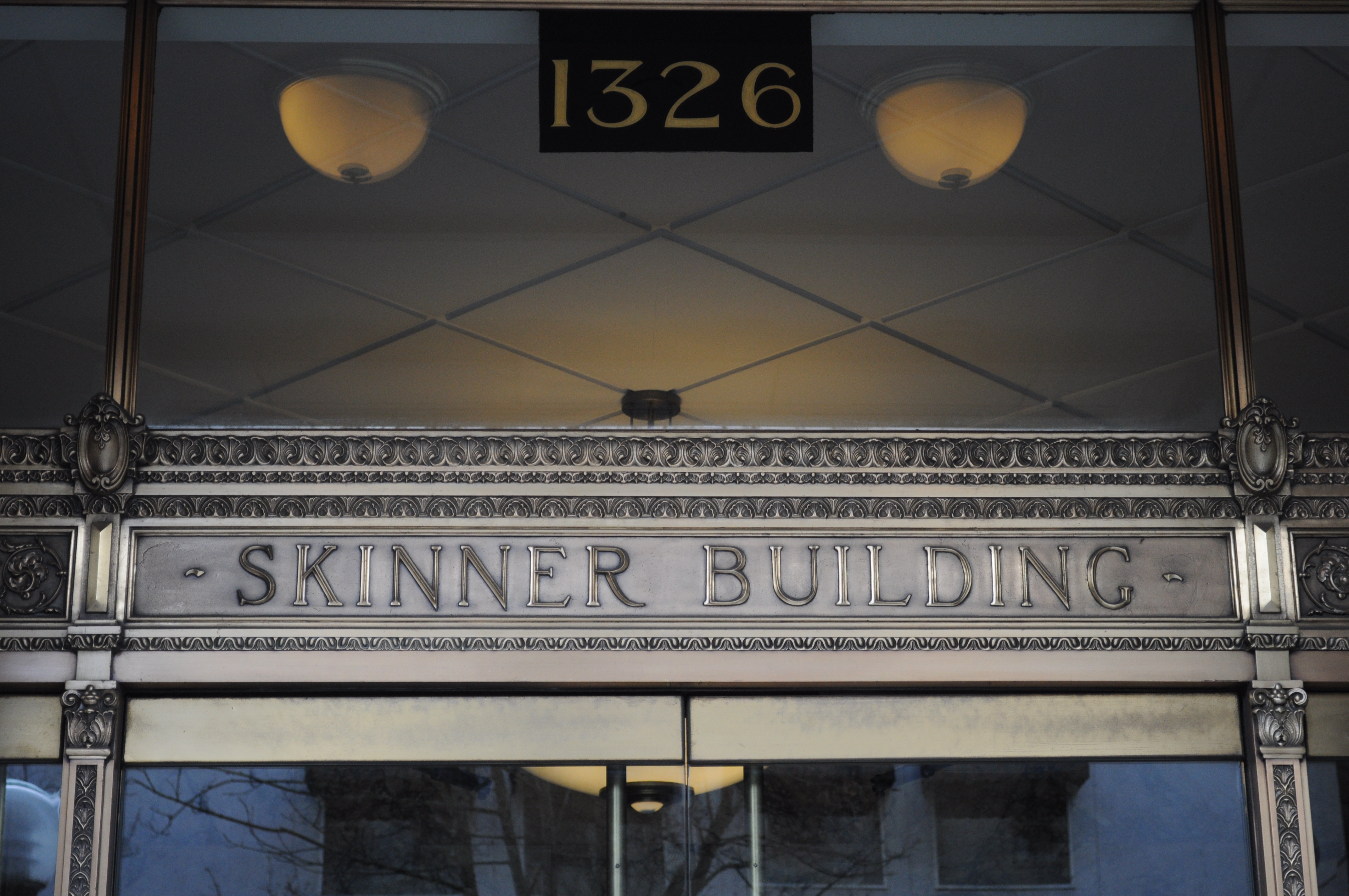
La entrada de la Quinta Avenida, 2012

El edificio Skinner, que lleva el nombre del industrial David E. Skinner, exhibe un diseño renacentista italiano "moderado". Se trata de un edificio de uso mixto en forma de E con oficinas en las plantas superiores y locales comerciales en la planta baja y sótano. La entrada al teatro y la taquilla están ubicadas en 1308 Fifth Avenue. La entrada principal al edificio Skinner está en 1326 Fifth Avenue, donde hay una placa dedicada a Skinner Chimes en memoria del filántropo David E. "Ned" Skinner II (1920-1988). Las campanadas, que se pueden escuchar todos los días al mediodía en el centro de Seattle, son en realidad un carillón electrónico.
Según el formulario de nominación del Registro Nacional de Lugares Históricos, "El edificio está revestido con piedra arenisca de Wilkeson y muestra una excelente mampostería en tres fachadas de la calle. También posee detalles metálicos de calidad alrededor de los escaparates exteriores y las entradas de las tiendas, así como en sus Los detalles interiores incluyen frisos de rinceau sobre los marcos de las puertas del ascensor y postes decorativos en la escalera... Los parapetos a cuatro aguas de tejas rojas de la misión son visibles en todas las superficies del techo desde el suelo y las cornisas salientes del séptimo piso están sostenidas por hermosas consolas. Como elemento de diseño urbano, este edificio sobrio y elegante juega un papel importante en las cualidades sofisticadas y peatonales de la Quinta Avenida y crea una excelente pared de calle con su unidad discreta y de larga duración".
HistoryLink dice: "A pesar del exterior bastante conservador del edificio Skinner, el interior de la Quinta Avenida lo marcó como uno de los teatros más lujosos de toda la costa oeste". Las campanadas automáticas están en la parte superior del edificio. El edificio Skinner tiene marcos y marcos de abeto Douglas. Un pasaje peatonal subterráneo que se extiende por tres cuadras conecta el edificio Skinner, el Hilton Seattle y el Washington Athletic Club.
El libro Shaping Seattle Architecture dice que el arquitecto Robert Reamer "incorporó sensibilidades clásicas en su diseño" para el edificio.

## Historia

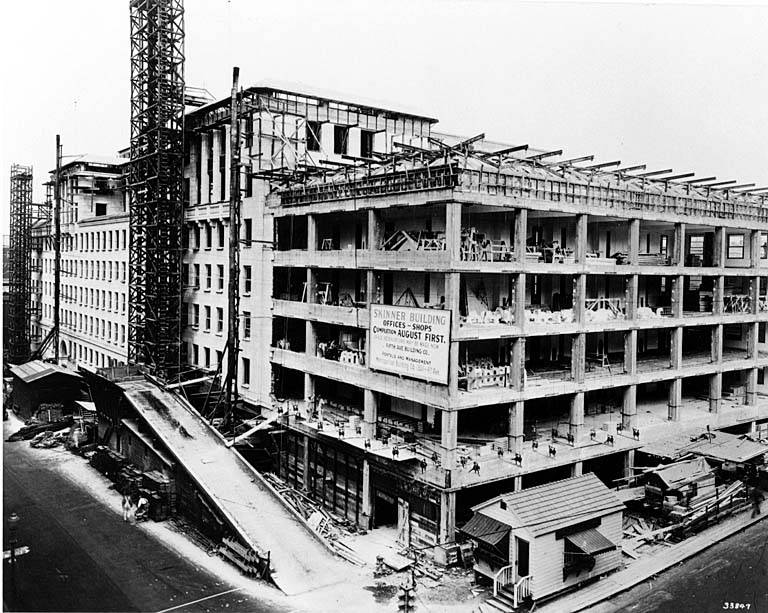
Construcción de edificios c. 1926.

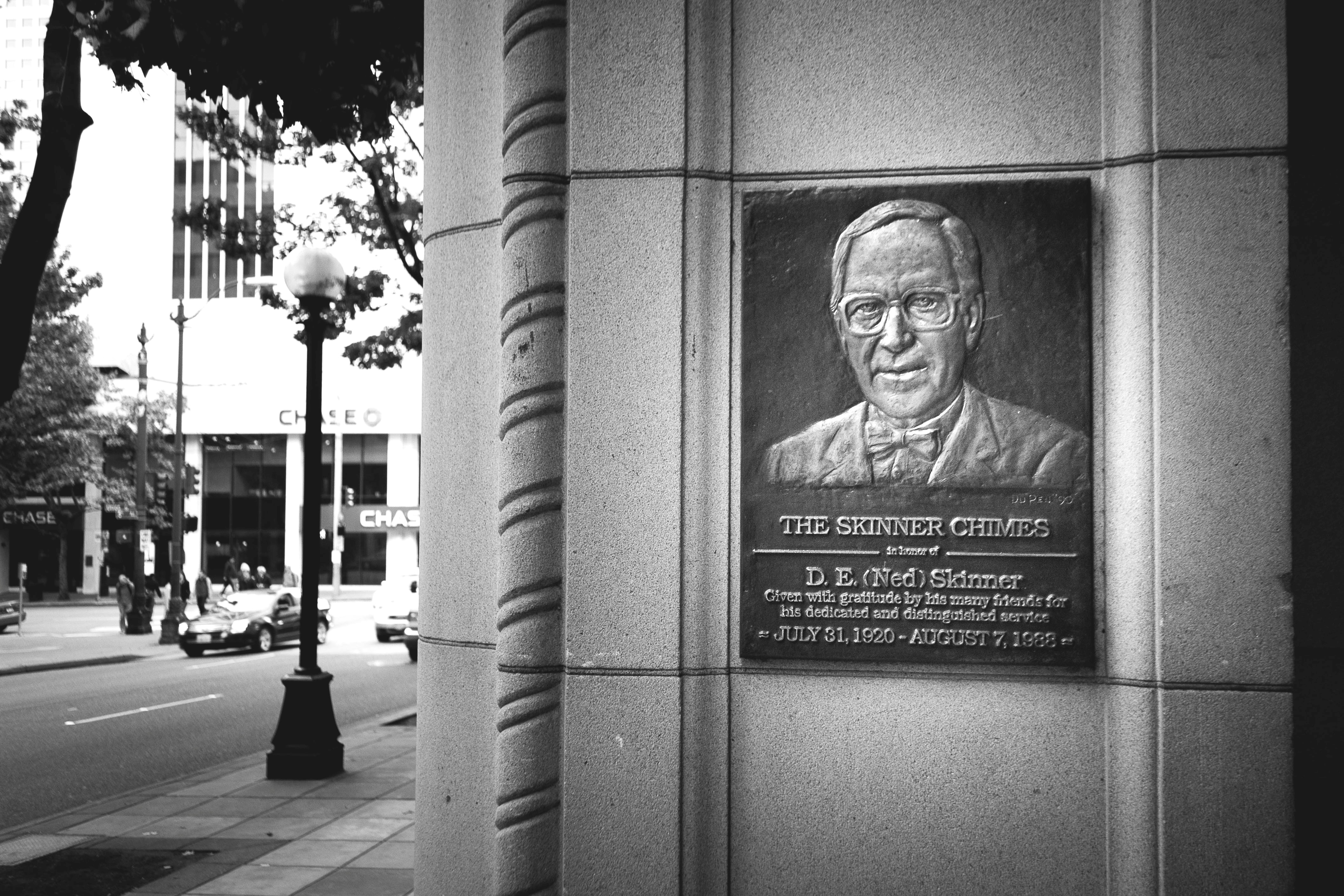
Placas que conmemoran a David E. "Ned" Skinner II y hacen referencia a Skinner Chimes, 2013.

Reamer fue contratado para diseñar el edificio Skinner alrededor de 1925. La comisión se produjo después de que Metropolitan Building Company contratara a su empresa para diseñar el Hotel Olympic, aunque los operadores del hotel se negaron a permitir que nadie excepto los arquitectos de su empresa lo diseñaran. Por eso el Metropolitano lo contrató como arquitecto de viviendas. Su primera obra importante fue el edificio Skinner, una exitosa transposición del estilo renacentista italiano a un bloque de oficinas de la ciudad.
El edificio Skinner se completó en 1926. La piedra arenisca se extrajo cerca del Monte Rainier. La estructura apareció en la edición del 28 de febrero de 1927 de Buildings and Building Management. El programa de la noche de apertura decía:

El edificio Skinner, en tiendas donde se comercializan juntos productos extranjeros y mercancías nacionales; en oficinas, donde se administran negocios con extensión sobre los Siete Mares; en el teatro, donde se combinan las artes del Viejo Mundo y el Nuevo para crear una magia de deleite; aquí, en este majestuoso edificio, las dos se encuentran. En la Puerta de Oriente, se encuentra el edificio Skinner dedicado al comercio y el comercio de dos grandes continentes.

En la década de 1930, el edificio albergaba dos estaciones de radio propiedad de Fisher Companies: KOMO y KJR, ambas afiliadas a NBC. En septiembre de 1983, el edificio se consideraba adverso a la calidad y comerciabilidad del área metropolitana. Se sugirió que el edificio fuera demolido hacia finales de siglo, junto con el edificio Cobb. Allied Arts Foundation inició una coalición para salvar el edificio Cobb, que se propuso demoler antes, a fines de la década de 1980. En medio de la incertidumbre, Fred Bassetti y otros propusieron que se creara un nuevo distrito histórico, que incluyera Skinner, White Henry Stuart, el Olympic Hotel y el edificio Cobb.
En la década de 2000, el edificio recibió una mejora sísmica de 11 millones de dólares. El edificio Skinner tiene la certificación LEED -EB (LEED para edificios existentes) a partir de 2010. Unico Properties ha sido el administrador de la propiedad desde al menos 1997.

### Inquilinos

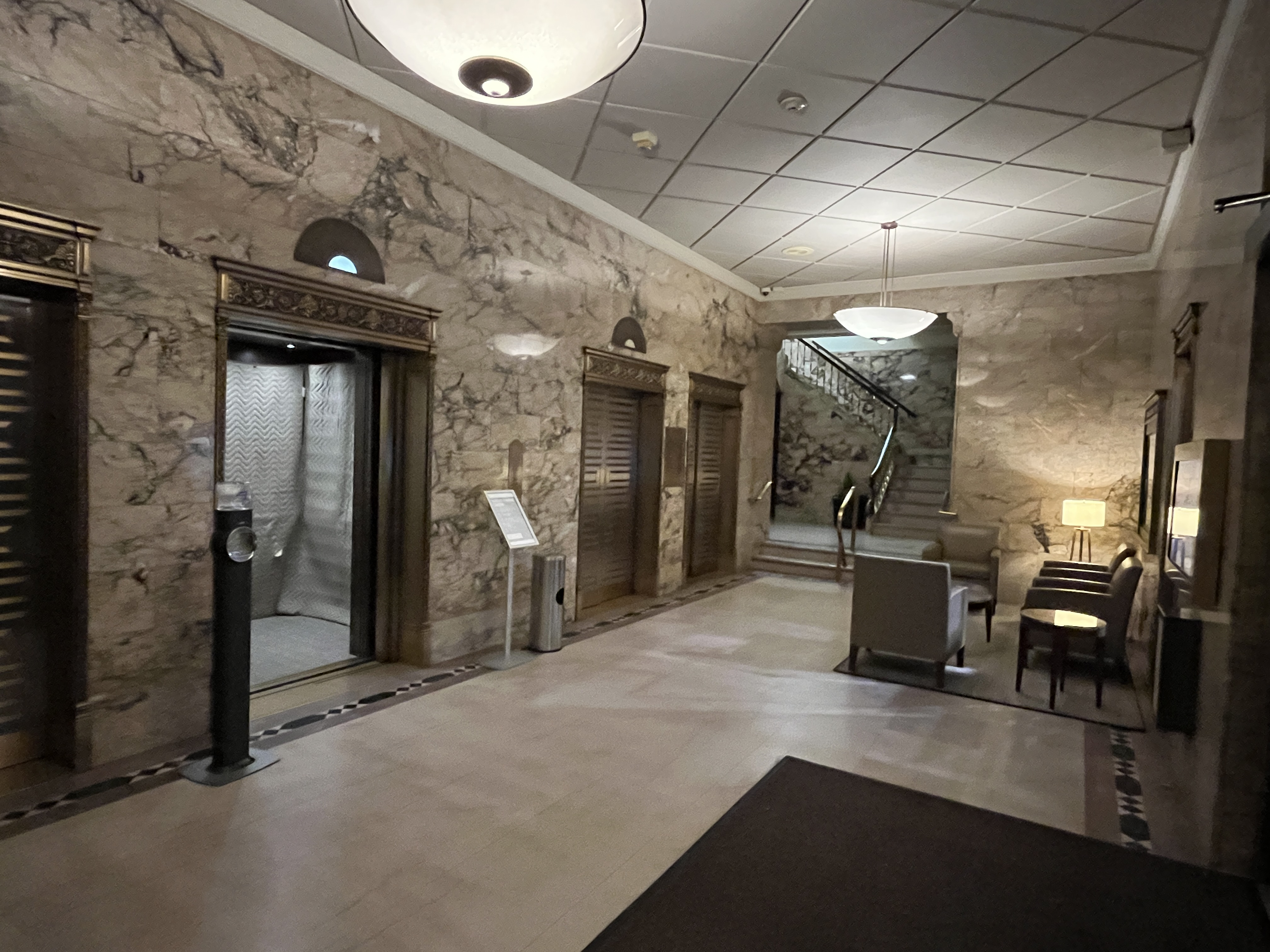
Vestíbulo interior, 2022.

Alaska Pacific Salmon Company, Bristol Bay Packing Company, e I. Magnin han sido inquilinos. Los arquitectos Paul Thiry, John I. Mattson, y Leonard W. Bindon también han sido inquilinos. La Asociación Nacional de Enlatadores y la Asociación de Comerciantes de Leche de Seattle han tenido oficinas en el edificio.
En la década de 1940, el edificio albergaba la sede de la Región VII de la Autoridad Federal de Vivienda Pública, una agencia federal creada como parte del New Deal. El Salón John Doyle Bishop operó en el cuarto piso desde agosto de 1976 hasta 1980. La empresa minorista Eddie Bauer era inquilino desde 1997. En 2008, la empresa de marketing Pop firmó un contrato de arrendamiento por once años para el último piso. El minorista de ropa Brooks Brothers abrió una 15 000 pies cuadrados (1393,5 m²)   almacén en el edificio c. 2005
, que continúa operando a partir de 2014.

## Recepción
En Seattle Architecture (1953), Victor Steinbrueck dijo que el edificio es "sobresaliente por sus detalles precisos". En su libro de 1994 Seeing Seattle, Roger Sale llama al edificio y al teatro "joyas" del Metropolitan Tract. Elogió la piedra arenisca "elegante" y "sin adornos" del edificio, así como la sencillez de la fachada. Sale dijo que el edificio se encuentra entre los "mejores" de Seattle. En su libro Best Places Seattle (1999), Giselle Smith calificó el edificio Skinner de "exquisito". La estructura también ha sido descrita como un "hermoso edificio de oficinas". En 1984, el arquitecto de Seattle Ibsen Nelsen consideró que Skinner era el tema de preservación más importante en Seattle y uno de los edificios más importantes de la ciudad, diciendo que su fachada de una cuadra de largo es "el corazón mismo de nuestro centro", una fachada que no puede ser mejorado.